# بنك سورية والخليج
بنك سورية والخليج شركة مساهمة تأسست عام 2006، خاضعة لاحكام قانون مصرف سورية المركزي ونظام النقد الاساسي رقم 23 لعام 2002 والقانون رقم 28 تاريخ 16/04/2001 وقانون التجارة رقم 149 لعام 1949 وتعديلاته.

## أعضاء مجلس الادراة
يتكون مجلس الإدارة من عشرة أعضاء وهم:
1. السيد محمود مسعود جوهر حيات - رئيس مجلس الإدارة
2. السيد يونس محمد بروش - نائب رئيس مجلس الإدارة
3. السيد كريم مهران خوندة - عضو
4. السيد عبد الغني عبد الرحمن العطار - عضو
5. السيد عبد الوهاب زاهد صوان - عضو
6. السيد عصام خير الله انبوبا - عضو
7. السيد محمد أيمن عرابي قصاب باشي - عضو
8. السيد مصطفى علي جانودي- عضو
9. السيد عماد رزق الله الفتى - عضو
10. السيد ربيع زهير سكرية - عضو